# James Bowker
Sir Reginald James Bowker, GBE, KCMG (* 2. Juli 1901; † 15. Dezember 1983) war ein britischer Diplomat, der unter anderem zwischen 1947 und 1950 Hochkommissar beziehungsweise Botschafter des Vereinigten Königreichs in Birma, von 1954 bis 1958 Botschafter in der Türkei sowie zuletzt zwischen 1958 und 1961 Botschafter in Österreich war. 

## Leben
Reginald James Bowker war ein Sohn des Offiziers F. J. Bowker, der als Lieutenant-Colonel im Royal Hampshire Regiment diente, und dessen Ehefrau Edith Sophie Mary Elliott. Nach dem Besuch der traditionsreichen, elitären 1611 gegründeten Charterhouse School absolvierte er ein Studium am Oriel College der University of Oxford und trat im Anschluss am 22. November 1925 als Dritter Sekretär (Third Secretary) in den Diplomatischen Dienst (Diplomatic Service) des Außenministeriums (Foreign Office) ein. Während seiner darauf folgenden Verwendungen am 22. November 1930 zum Zweiten Sekretär (Second Secretary) befördert und am 1. April 1944 zum kommissarischen Botschaftsrat (Acting Counsellor) ernannt. Daraufhin war er zwischen 1944 und 1945 als Botschaftsrat an der Botschaft in Spanien tätig und wurde für seine Verdienste als dortiger Geschäftsträger (Chargé d’affaires) am 14. Juni 1945 zum Companion des Order of St Michael and St George (CMG) ernannt.
Nachdem Bowker zwischen 1945 und 1947 Gesandter an der Botschaft in Ägypten war, wurde er 1947 zunächst Hochkommissar in Burma und nach der Unabhängigkeit des Landes vom Vereinigten Königreich am 4. Januar 1948 erster Botschafter des Vereinigten Königreichs in Birma. Aus solcher wurde er zudem am 13. April 1948 rückwirkend zum 4. Januar 1948 zum diplomatischen Beamten des vierten Grades (Officer of His Majesty's Foreign Service, Fourth Grade) befördert. Er verblieb auf dem diplomatischen Posten in Rangun bis 1950 und wurde daraufhin von Richard Speaight abgelöst. Nach seiner Rückkehr fungierte er im Außenministerium zwischen 1950 und 1953 als Leiter der Unterabteilung Mittlerer Osten und Nordafrika (Assistant Under-Secretary for Foreign Affairs, Middle East and North Africa) und wurde für seine Verdienste zum 1. Januar 1952 als Knight Commander des Order of St Michael and St George (KCMG) nobilitiert, wodurch er fortan den Namenszusatz „Sir“ führte.
Am 13. Januar 1954 wurde Sir James Bowker als Nachfolger von Sir Knox Helm Botschafter in der Türkei und hatte dieses Amt in Ankara bis 1958 inne, woraufhin Sir Bernard Burrows ihn ablöste. Zuletzt übernahm er am 22. Oktober 1958 von Sir Geoffrey Wallinger den Posten als Botschafter in Österreich. Er hatte diesen bis zu seinem Eintritt in den Ruhestand 1961 inne und wurde daraufhin von Sir Malcolm Siborne Henderson abgelöst. Für seine langjährigen Verdienste wurde er schließlich zum 10. Juni 1961 auch zum Knight Grand Cross des Order of the British Empire (GBE) erhoben.